# الميدان (المشنة)

تعديل مصدري - تعديل

الميدان  هي إحدى حارات حي المشنة بمدينة إب اليمنية، بلغ تعداد سكانها 399 نسمة حسب تعداد اليمن لعام 2004.